# Kiviak
A kiviak vagy kiviaq a Grönlandon élő inuitok egyik hagyományos téli étele, amelyet fókabőrbe töltött alkabukók tetemeinek fermentálásával állítanak elő. Az étel rendszeresen felbukkan a legbizarrabb, emberi táplálkozásra is alkalmazott dolgok felsorolásaiban, bizonyos mértékig érthető módon, mert kevés emberi kultúrában ismert és elfogadott gasztronómiai eljárás a húsféleségek hosszú, akár több hónapos fermentálása, különösen az alapanyagként szolgáló állat bármiféle feldolgozása, zsigerelése nélkül.

## Készítése
A kiviak elkészítéséhez először is szükség van egy fóka elejtésére, melynek húsát úgy emelik ki a bőréből egy viszonylag kis, vágott nyíláson keresztül, hogy a bőr egyben maradjon, és érintetlen maradjon a bőr rétegei alatti vastag zsírréteg is. Az „üres” fókabőrt tömlő alakúra formázzák, majd beletömik annyi tengeri madár tetemét, amennyi teljesen megtölti a tömlőt. Többnyire alkabukókat használnak fel a kiviak készítésére, ebből a kis testméretű tengeri madárból több száz, akár 300-500 is belefér egy fóka bőrébe. A madártetemeket fókazsírral bekenve, mindenfajta zsigerelés és kopasztás nélkül töltik be a bőrbe. Az elkészítés során arra törekszenek, hogy lehetőség szerint teljesen kiszorítsák a levegőt, majd a legyek és lárvák távol tartása érdekében fókazsírral lekenik a bőrt is és összevarrják, végül az egészet nagy kövekkel nyomtatják le, hogy azok kiszorítsák a levegőt, illetve megóvják a készülő ételt más állatoktól.
A fókabőrbe betöltött madarakat ezt követően több hónapig érlelik, az érlelési idő 3 hónaptól akár 18 hónapig is tarthat, bár jellemzően tavasszal elejtett madarakat használnak fel, amiket a legsötétebb téli hónapokig, tehát körülbelül hat-hét hónapig érlelnek. Ez idő alatt a nagyjából légmentesen lezárt környezetben a madártetemek fermentálódnak, sőt a csontok is megpuhulnak.

## Fogyasztása
Fogyasztás előtt a fókabőrből kivágott madarakat ízlés szerint megnyúzzák vagy csak megkopasztják, és az így kinyert húst eszik meg, sokszor további feldolgozás  nélkül, és akár a felpuhult csontokat is elfogyasztva. Vannak, akik a fej elfogyasztásával és a testüregben felgyűlt nedvek felkortyolásával kezdik legszívesebben a kiviak fogyasztását.
Hagyományosan a kiviak a legsötétebb hónapok túlélésére szolgáló táplálék volt a grönlandi eszkimók számára, hiszen kiszámítható fehérjeforrást biztosított a téli sötétség időszakában, amikor a friss hús beszerzése vadászat útján minden más időszaknál több nehézséggel, nagyobb veszéllyel és kockázattal járt volna. Ma is a téli hónapokban fogyasztják, különösen ünnepi alkalmakkor, születésnapokon vagy esküvőkön.
A kiviak készítési folyamatát a BBC Human Planet című televíziós filmsorozatának harmadik epizódja is bemutatta, 2011-ben. Az elkészült kiviak fogyasztást megelőző előkészítéséről és fogyasztásáról az interneten további rövidebb felvételek is elérhetők.

## Kockázatai
Mivel a kiviak készítési eljárása – némileg leegyszerűsítve – valójában nyers hús anaerob rothasztását jelenti, kisebb technológiai hiba is magában hordja az ételmérgezés kialakulásának veszélyét. 2013 augusztusában ennek megfelelően többen is meghaltak Siorapaluk településen, miután olyan kiviakot fogyasztottak, melynek elkészítéséhez pehelyrécét is felhasználtak. A pehelyréce teteme ugyanis – mint kiderült – nem fermentálódik úgy, mint az alkabukóé, így akik fogyasztottak az ételből, botulotoxin által okozott ételmérgezést kaptak. Knud Rasmussen dán sarkkutató és antropológus 1933-ban bekövetkezett halálát ugyancsak kiviak által okozott ételmérgezésnek szokás tulajdonítani.

## Lásd még
- Surströmming

## Fordítás
Ez a szócikk részben vagy egészben  a   Kiviak című angol Wikipédia-szócikk fordításán alapul.  Az eredeti cikk szerkesztőit annak laptörténete sorolja fel. Ez a jelzés csupán a megfogalmazás eredetét és a szerzői jogokat jelzi, nem szolgál a cikkben szereplő információk forrásmegjelöléseként.